# The Middle Kingdom
The Middle Kingdom è il secondo album del gruppo celtic metal irlandese Cruachan, pubblicato nel 2000.

## Tracce
1. A Celtic Mourning – 4:01
2. Celtica (Voice of the Morrigan) – 5:38
3. The Fianna – 4:53
4. A Druid's Passing – 3:22
5. Is Fuair an Chroí – 4:51
6. Cattle Raid of Cooley (Táin Bó Cuailnge) – 4:46
7. The Middle Kingdom – 4:38
8. Óró sé do bheatha abhaile – 4:17
9. Unstabled (Steeds of Macha) – 4:26
10. The Butterfly – 3:46
11. To Hell or to Connaught (traccia bonus dell'edizione limitata) – 3:52

## Formazione
- John Clohessy - basso, voce
- Karen Gilligan - voce, percussioni
- Keith Fay - voce, chitarra, mandolino, bodhrán, ossa
- John O' Fathaigh - Irish flute, tin whistle, low whistle, flauto dolce, uilleann pipes
- Joe Farrell - batteria, percussioni